# Кубок домашних наций 1908
Кубок домашних наций 1908 (англ. 1908 Home Nations Championship — Чемпионат домашних наций 1908) — 26-й в истории регби Кубок домашних наций, прародитель современного регбийного Кубка шести наций. Турнир прошёл с января по март.
Впервые в истории сборной Уэльса удалось не только выиграть Кубок, но и собрать своеобразный Большой шлем: валлийцы обыграли всех своих британских противников в Кубке, а в выставочном матче против Франции также взяли верх. Победа Уэльса стала 5-й в их истории, как и 5-й стала Тройная корона. Сборная Франции провела уже две выставочные игры: одну против Англии и одну против Уэльса.

## Итоговая таблица
| Место | Сборная   | Игры    | Игры   | Игры  | Игры      | Очки в матчах* | Очки в матчах* | Очки в матчах* | Очки в турнире** |
| Место | Сборная   | Сыграно | Победы | Ничьи | Проигрыши | Забито         | Пропущено      | Разница        | Очки в турнире** |
| ----- | --------- | ------- | ------ | ----- | --------- | -------------- | -------------- | -------------- | ---------------- |
| 1     | Уэльс     | 3       | 3      | 0     | 0         | 45             | 28             | +17            | 6                |
| 2     | Шотландия | 3       | 1      | 0     | 2         | 32             | 32             | 0              | 2                |
| 2     | Англия    | 3       | 1      | 0     | 2         | 41             | 47             | −6             | 2                |
| 2     | Ирландия  | 3       | 1      | 0     | 2         | 24             | 35             | −35            | 2                |

*В этом сезоне очки начислялись по следующим правилам: попытка — 3 очка, забитый после попытки гол — 2 очка, дроп-гол — 4 очка, гол с отметки и гол с пенальти — по 3 очка.

**Два очка за победу, одно за ничью, ноль за поражение.

## Сыгранные матчи
- 1 января 1908, Париж: Франция 0:19 Англия (неофициальный матч)
- 18 января 1908, Бристоль: Уэльс 28:18 Англия
- 1 февраля 1908, Суонси: Уэльс 6:5 Шотландия
- 8 февраля 1908, Ричмонд: Англия 13:3 Ирландия
- 29 февраля 1908, Дублин: Ирландия 16:11 Шотландия
- 2 марта 1908, Кардифф: Уэльс 36:4 Франция (неофициальный матч)
- 14 марта 1908, Белфаст: Ирландия 5:11 Уэльс
- 21 марта 1908, Эдинбург: Шотландия 16:10 Англия